# Liceo classico Bernardino Telesio
Il Liceo Classico "Bernardino Telesio" è lo storico liceo classico della città di Cosenza. Fu fondato nel 1861 nella parte antica della città.

## Storia
Il vecchio istituto fu edificato sulle antiche fondamenta del collegio e della Chiesa di Sant'Ignazio di Loyola, edificato tra la fine del XVI e gli inizi del XVII secolo dai Padri gesuiti. In seguito divenne la sede del Real Collegio che accoglieva la gioventù dell'aristocrazia e della borghesia calabrese. La costruzione del pronao, risale all'età della restaurazione. È tutto ciò che resta del Teatro San Ferdinando, costruito nel 1831 e abbattuto nel 1850, al ritorno dei Gesuiti. Dopo l'unità d'Italia il Collegio si trasforma in Liceo Ginnasio. Inizialmente intitolata al filosofo campano Genovesi, in seguito ad un'accesa polemica col ministero dell'istruzione, i docenti riuscirono a far intitolare la scuola al filosofo Bernardino Telesio.
Oltre ad essere una scuola ad indirizzo Classico, il liceo dispone di una sezione dedicata alla sperimentazione del Liceo classico europeo, dal 2016 ha una sezione dedicata alla sperimentazione del Liceo Classico Cambridge e dal 2018 tra gli indirizzi ha inserito sia il Biomedico sia il Giuridico Internazionale. Con DD MIUR n. 1568 del 28/12/2017 è stata altresì approvata la sperimentazione di Liceo Classico con percorso quadriennale.

## Struttura

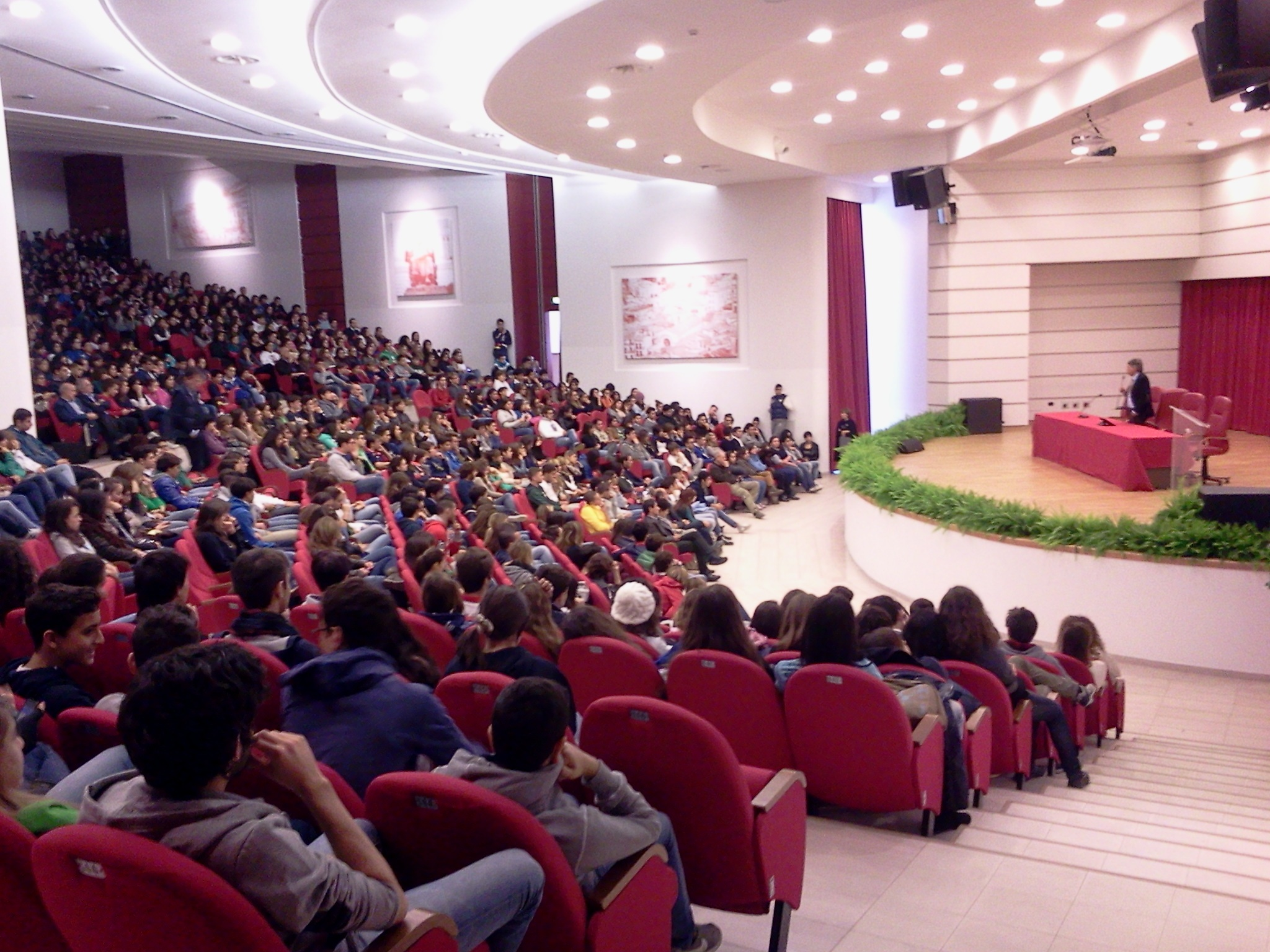
Auditorium Guarasci del Liceo Classico "B.Telesio" di Cosenza

L'antica sede del Liceo non è attualmente utilizzata come luogo di studio: durante gli anni sessanta fu costruita infatti una nuova sede, più ampia, in piazza XV Marzo, accanto al Teatro Alfonso Rendano, all'Accademia Cosentina e alla sede della Provincia di Cosenza. La sede del Liceo è una delle più grandi strutture scolastiche della città e dispone di un auditorium dedicato ad Antonio Guarasci, di una palestra e una biblioteca intitolata a Stefano Rodotà, la quale è la più grande biblioteca scolastica del Sud Italia , vantando oggi una collezione di circa ottantamila volumi . L'auditorium è il secondo teatro di Cosenza per dimensioni e capienza e rappresenta uno degli spazi più significativi della città. Ha subito una ristrutturazione da parte della Provincia. È presente anche una palestra coperta, quattro laboratori scientifici, un laboratorio di energie alternative, sei laboratori multimediali e due sale congressi. Inoltre possiede al proprio interno una serie di attrezzature scientifiche risalenti all'inizio della sua istituzione. La palestra è stata ristrutturata nel gennaio 2013.